# Хенинг (Тенеси)
Хенинг (енгл. Henning) град је у америчкој савезној држави Тенеси.

## Демографија
По попису из 2010. године број становника је 945, што је 25 (-2,6%) становника мање него 2000. године.
| Група             | 2000.       | 2010.       |
| Белци             | 214 (22,1%) | 188 (19,9%) |
| Афроамериканци    | 726 (74,8%) | 712 (75,3%) |
| Азијати           | 0 (0,0%)    | 1 (0,1%)    |
| Хиспаноамериканци | 4 (0,4%)    | 9 (1,0%)    |
| Укупно            | 970         | 945         |